# Filip al II-lea al Franței
Filip al II-lea al Franței (în franceză Philippe Auguste; n. 21 august 1165, Paris, Regatul Franței – d. 14 iulie 1223, Mantes-la-Jolie, Seine-et-Oise, Franța) a fost regele Franței între 1180 și 1223.
Membru al Dinastiei Capețienilor, a fost fiul lui Ludovic al VII-lea, regele Franței, și a celei de-a treia soții a sa, Adela de Champagne.
Filip a avut cele mai mari succese dintre regii Franței medievale, extinzându-și regatul și sporind influența monarhiei. A rupt Imperiul Angevin și a învins coaliția adversarilor săi (Sfântul Imperiu Roman, Anglia, Flandra), în Bătălia de la Bouvines din 1214. A reorganizat guvernarea, a adus stabilitate financiară, fiind simpatizat de populație din cauza cedării puterii nobililor către clasa medie.

## Încoronarea și Căsătoria
Având sănătatea șubredă, tatăl său - Ludovic al VII-lea s-a îngrijit ca Arhiepiscopul Guillaume de Blois (Guillaume cu Mâinile Albe) să-l încoroneze  și să-l ungă pe prințul moștenitor, Filip, la Reims, ca Rege al Franței în data de 1 noiembrie 1179. Filip s-a căsătorit pe 28 aprilie 1180 cu Elisabeta de Hainaut, care i-a adus ca zestre Comitatul Artois. Tatăl său a murit pe 20 septembrie.

## Consolidarea posesiunilor regale
Posesiunile regale s-au extins repede în timpul lui Filip I  și a lui Ludovic al VI-lea, sub Ludovic al VII-lea s-au diminuat ușor. Astfel în aprilie 1182 Regele Filip al II-lea a expulzat toți evreii de pe posesiunile lor și le-a confiscat bunurile. Cel mai mare fiu al său, Ludovic (viitorul Ludovic al VIII-lea), s-a născut pe 5 septembrie 1187 și a moștenit Comitatul Artois în 1190, când Elisabeta, mama sa, a murit.

## Conflictele de vasalitate
În 1181 Filip al II-lea a început un război împotriva contelui Flandrei, Filip de Alsacia. Războiul a fost câștigat, Filip reușind să contracareze ambițiile contelui, rupându-i alianțele cu Henric I, duce de Brabant și cu Filip de Heinsberg, arhiepiscop de Köln. În 1185 tratatul de la Boves confirma regelui posesia asupra Vermandois, Artois și Amiénois. În 1184 Ștefan I de Sancerre și mercenarii săi din Brabant au atacat și au distrus provincia Orléanais, însă Regele Filip i-a învins.

## Războiul cu Henric al II-lea
De asemenea, Filip al II-lea a început război cu Henric al II-lea al Angliei, care era și conte de Anjou și duce de Aquitania în Franța. Au urmat doi ani de lupte (1186–1188), dar situația a rămas neschimbată. La început, Filip s-a aliat cu fiii mezini ai regelui englez, Richard și Ioan, care declanșaseră o rebeliune împotriva propriului tată. Oricum, noutățile despre căderea Ierusalimului în mâinile lui Saladin, care au fost urmate de moartea subită a regelui Henric, au distras atenția de la războiul anglo-francez. Între 1189 și 1192, Franța lui Filip, Anglia și Imperiul romano-german au întreprins Cruciada a treia contra sultanului Saladin
Filip al II-lea a fost prieten apropiat cu toți fiii lui Henric și s-a folosit de ei ca să formeze rebeliunea împotriva tatălui lor, apoi i-a întors împotriva mezinilor, Richard și Ioan, după ascensiunilor fiecăruia la tronul Angliei. Cu Henric cel Tânăr, regele Angliei, și cu Geoffrey al II-lea, ducele de Bretania, a păstrat prietenia până la moartea acestora. Într-adevăr, la funeraliile lui Geoffrey, era atât de copleșit de durere încât a trebuit să fie imobilizat, pentru a-l opri să se arunce în groapa prietenului său.

## Războiul cuIoan al Angliei
În mai 1200 Filip al II-lea a semnat Tratatul de la Goulet cu succesorul lui Richard I al Angliei, Ioan - rege al Angliei și duce al Normandiei (supranumit Ioan Fără de Țară).
1. 1 2  Philippe II Auguste Capet, Roi de France, The Peerage, accesat în 9 octombrie 2017
2. 1 2 3 4 5 6  Kindred Britain